# Andrij Pohrebňak
Andrij Pohrebňak (* 11. února 1988 Kyjev, Sovětský svaz) je ukrajinský sportovní šermíř, který se specializuje na šerm fleretem. Ukrajiny reprezentuje mezi muži od roku 2007. V roce 2008 obsadil třetí místo na mistrovství Evropy v soutěži jednotlivců.